# Allardia
Allardia är ett släkte av korgblommiga växter. Allardia ingår i familjen korgblommiga växter.
Kladogram enligt Catalogue of Life:
| Allardia | \| \| Allardia lasiocarpa \| \| \| \| \| \| Allardia transalaica \| \| \| \| |
|          | \| \| Allardia lasiocarpa \| \| \| \| \| \| Allardia transalaica \| \| \| \| |
|          | Allardia lasiocarpa                                                          |
|          |                                                                              |
|          | Allardia transalaica                                                         |
|          |                                                                              |